# Santa Maria del Mar

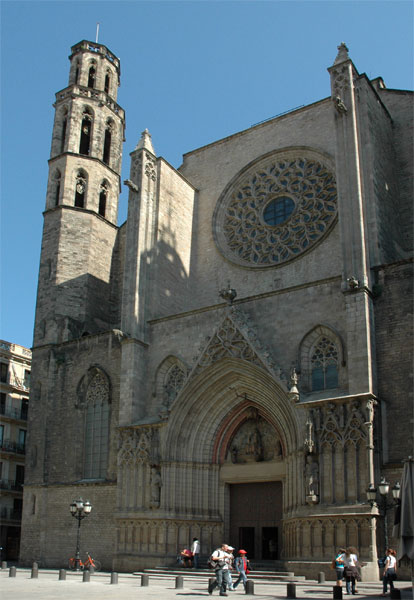
Santa Maria del Mar: West-Fassade

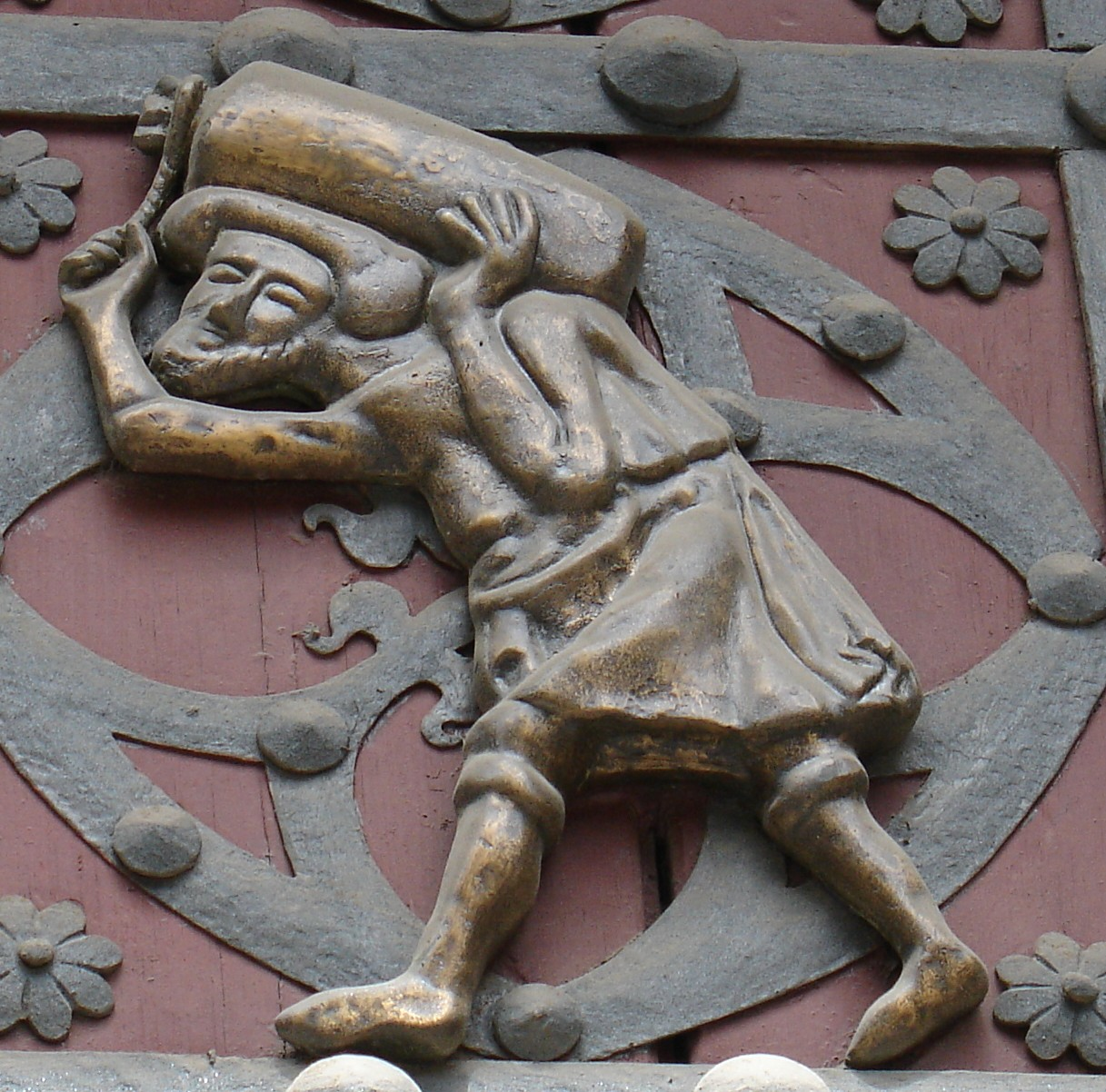
Die Lastenträger von La Ribera, die die Steine für den Bau der Kirche heranschafften (auf den Türen des Haupteingangs)

Santa Maria del Mar ist eine gotische Kirche in Barcelona, Spanien. Sie befindet sich im Distrikt La Ribera und wurde zwischen 1329 und 1383 erbaut, also zur Blütezeit der katalanischen Vorherrschaft im Handel und zur See. Sie ist ein herausragendes Beispiel katalanischer Gotik, mit einer Reinheit und Einheitlichkeit des Stils, die für große mittelalterliche Gebäude sonst unüblich ist.

## Geschichte
Einer Legende nach soll der Apostel Jakobus an der Stelle, an der die Kirche heute steht, gepredigt haben, was Anlass für den Bau einer kleinen Kapelle war. Der Name der Kapelle lautete Santa Maria de Les Arenes. Um 304 wurde die heilige Eulalia von Barcelona dort beigesetzt, deren Leichnam später jedoch in die Kathedrale von Barcelona überführt wurde.
Die erste schriftliche Erwähnung einer Kirche Santa Maria am Meer stammt aus dem Jahre 998. Die Errichtung des heutigen Gebäudes wurde durch den Kanonikus Bernat Llull gefördert, der 1324 zum Erzdekan von Santa Maria ernannt wurde. Der Bau der heutigen Kirche begann am 25. März 1329 mit der Grundsteinlegung durch König Alfons IV., wie durch eine Tafel auf Lateinisch und Katalanisch bezeugt wird, die an der Fassade zur Fossar de les Moreres angebracht wurde. Die verantwortlichen Architekten waren Berenguer de Montagut, der das Gebäude entwarf, und Ramon Despuig. Während der Bauzeit waren alle Gilden des Ribera-Distrikts beteiligt. Besonders die Lastenträger leisteten einen großen freiwilligen Beitrag, ihr Einsatz wurde lobend auf einer kleinen Bronzetafel am Hauptportal hervorgehoben. Die Wände, Seitenkapellen und Fassaden wurden im Jahre 1350 vollendet. 1379 zerstörte ein Feuer bedeutende Teile des Bauwerks. Schließlich wurde am 3. November 1383 der letzte Stein gesetzt, am 15. August 1383 die erste Messe gelesen. 
Am 2. Februar 1428 verursachte ein Erdbeben schwere Schäden und zerstörte die Fensterrose in der West-Fassade. Das neue Fenster im Flamboyant-Stil wurde 1459 vollendet, ein Jahr später konnte das Glas eingefügt werden.
1923 wurde der Kirche durch Papst Pius XI. der Titel Basilica minor verliehen. Die Bilder und der Barockaltar wurden zu Beginn des Spanischen Bürgerkriegs durch kirchenfeindliche Gruppen am 19. und 20. Juli 1936 zerstört. Die Sakramentskapelle wurde im 19. Jahrhundert an die Apsis anschließend hinzugefügt.

## Architektur

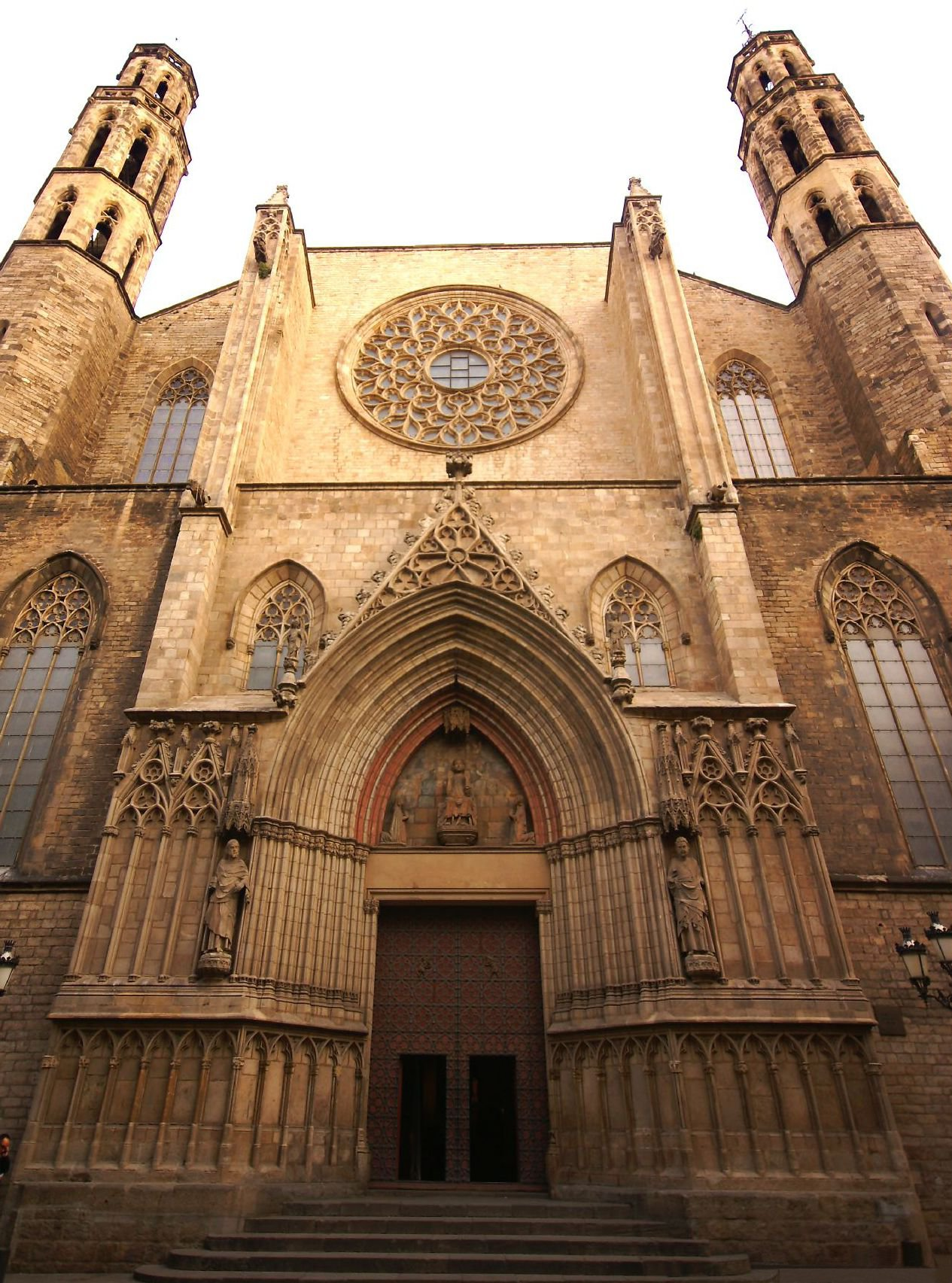
Blick auf die Fassade

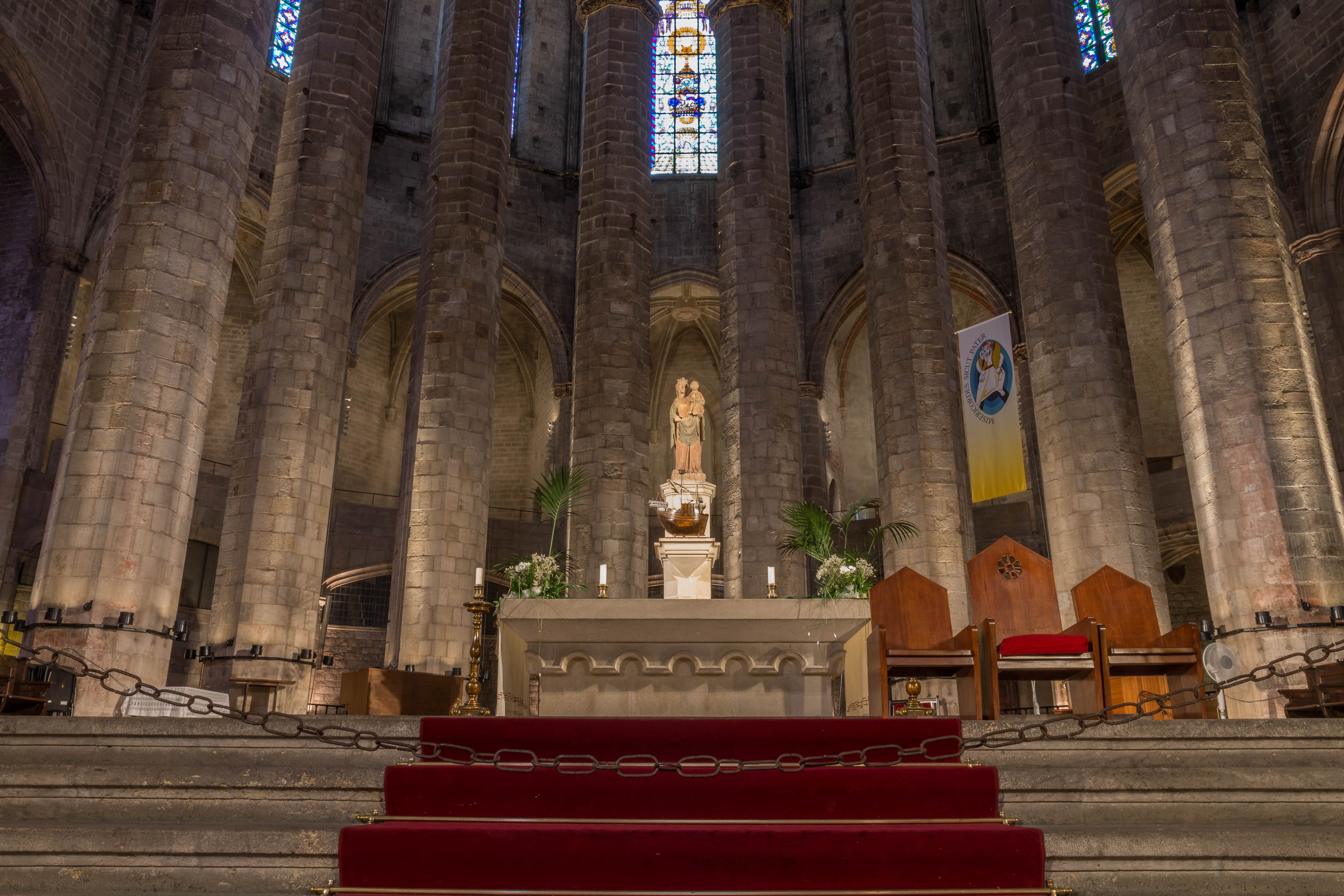
Altar der Santa Maria del Mar

### Außenansicht
Santa Maria del Mar ist eingeschlossen von den engen Straßen von Ribera, was es schwierig macht, sich einen Gesamteindruck des Gebäudes von außen zu verschaffen. Am ehesten ist dies noch von der Fossar de les Moreres und der Plaça de Santa Maria möglich, die beide früher Friedhöfe waren.
Die Westfassade erweckt einen Eindruck von Kompaktheit und nüchterner Strenge, die typisch für die katalanische Gotik ist. Sie wird von zwei hohen Strebepfeilern deutlich in drei Abschnitte geteilt, die den drei Kirchenschiffen entsprechen. Bilder von St. Peter und St. Paul besetzen die Nischen zu beiden Seiten des West-Portals. Das Tympanon zeigt Jesus, flankiert von Maria und Johannes. Der schlanke, achteckige Nordwestturm wurde 1496 fertiggestellt, sein Gegenstück blieb bis 1902 unvollendet.

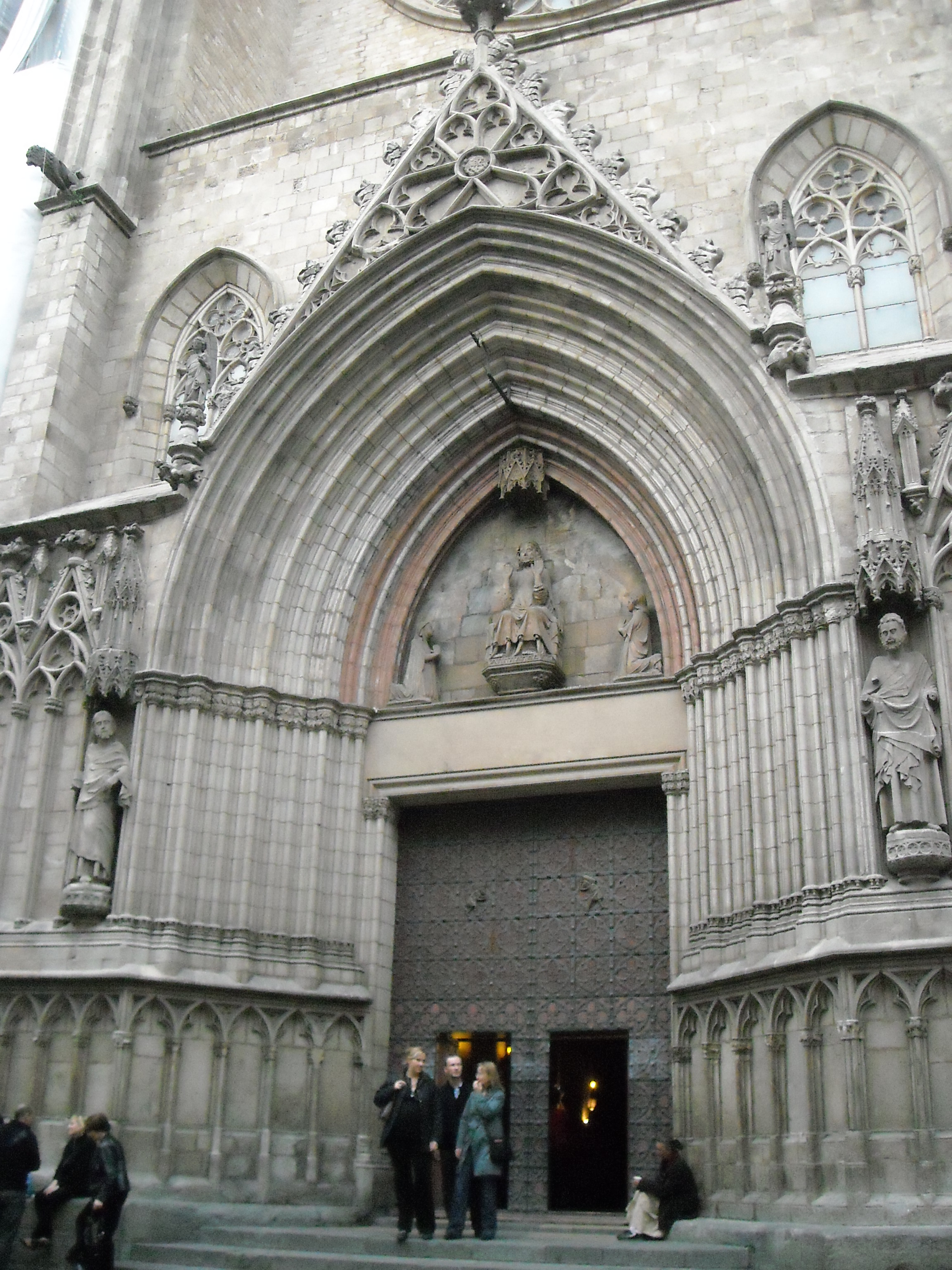
Hauptportal
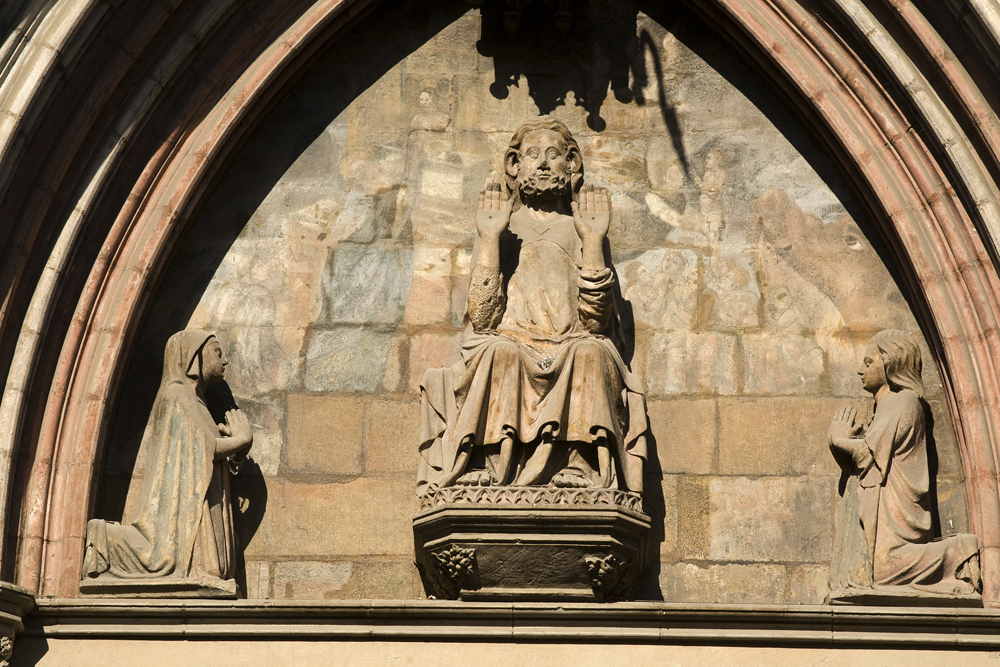
Figurengruppe über Portal
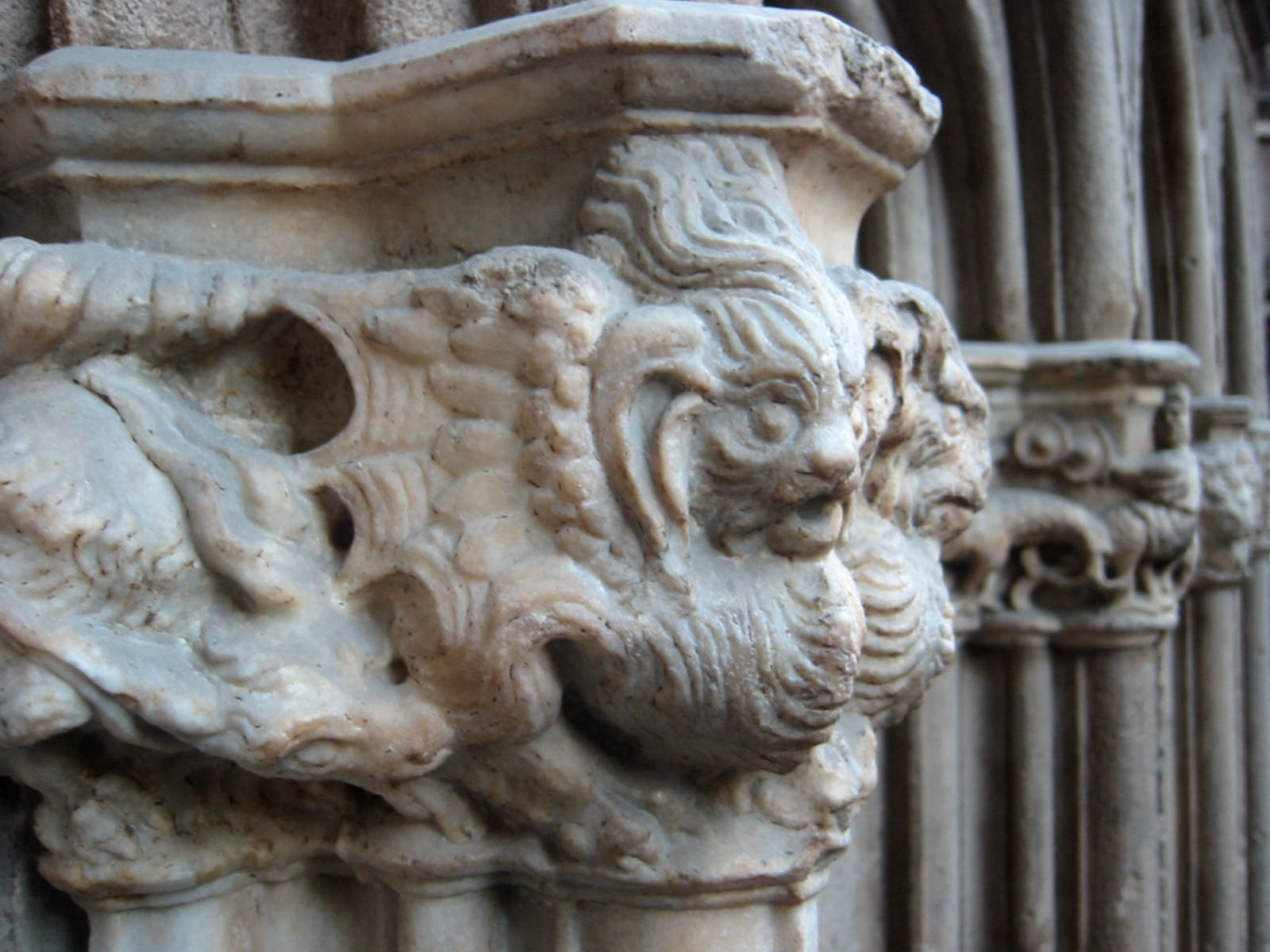
Detail: Bildhauerarbeit außen
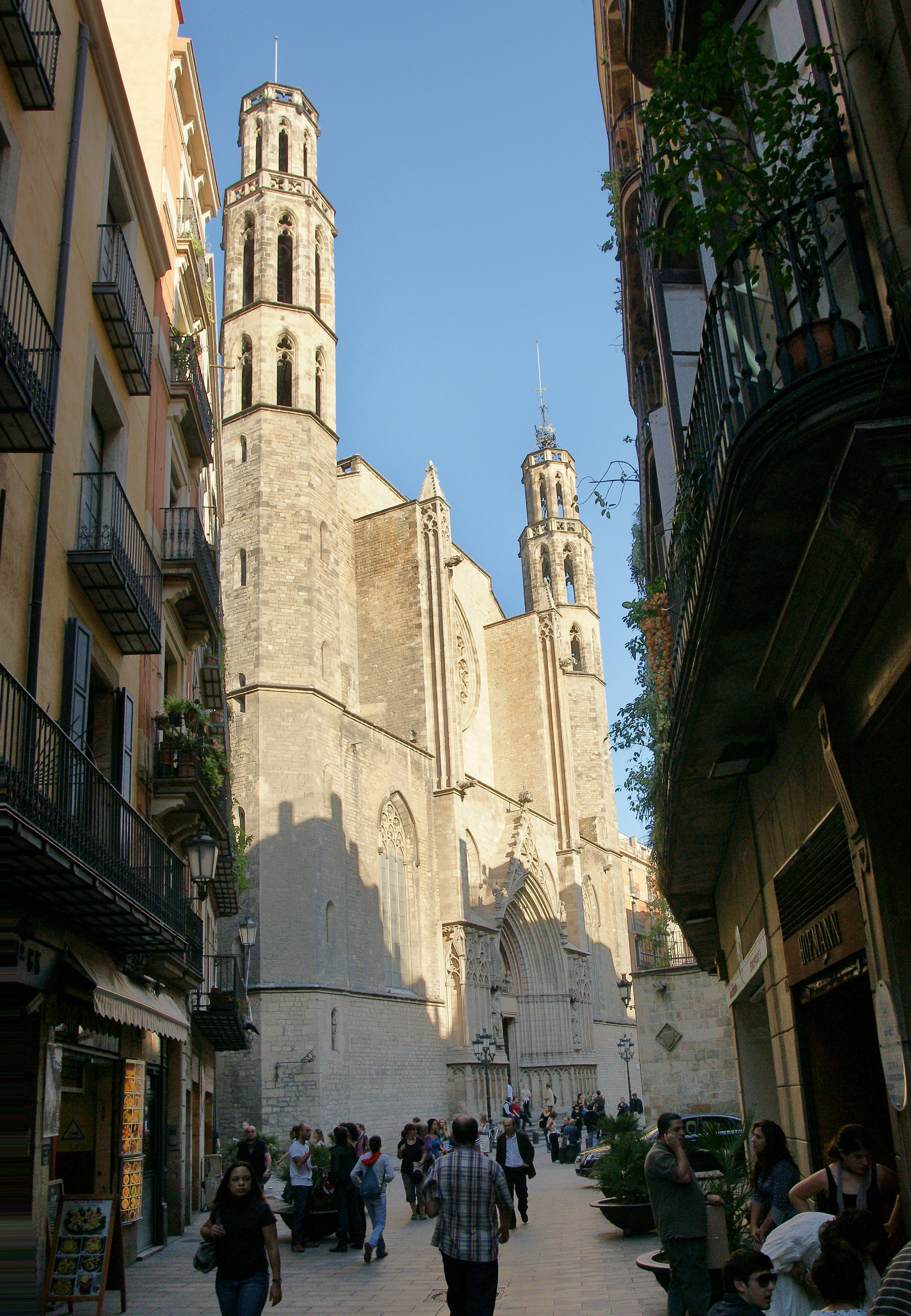
Kirche im Stadtbild

### Innenraum

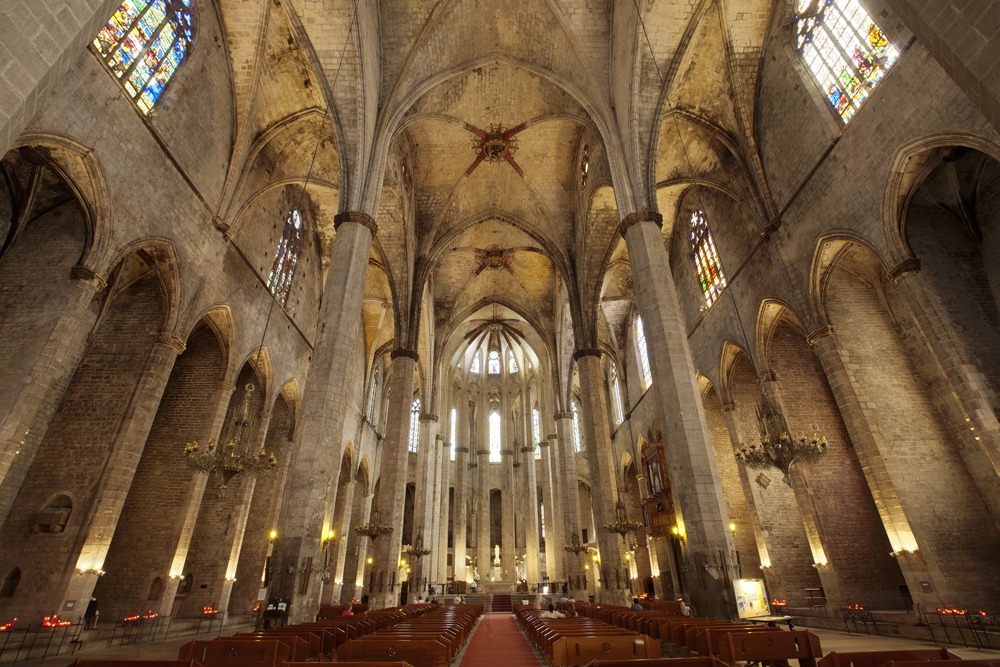
Blick auf den Chorraum

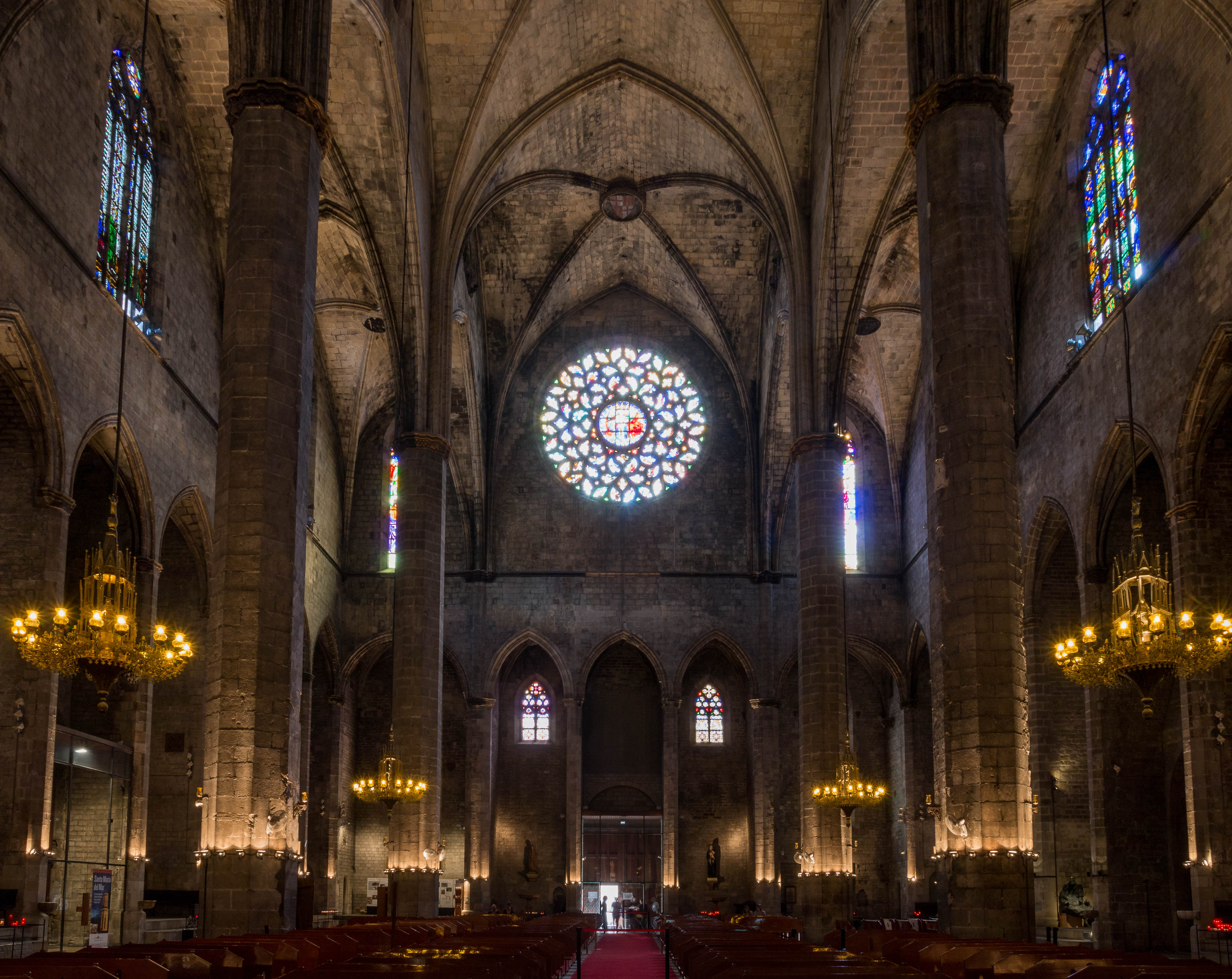
Blick in das Langhaus mit der großen Rosette

Im Kontrast zur Westfassade erweckt der Innenraum den Eindruck von weiter Geräumigkeit. Er entspricht dem Basilika-Typus, mit drei Schiffen, die einen einzigen Raum ohne Querschiffe bilden. Es gibt keine architektonische Begrenzung zwischen Hauptschiff und Presbyterium. Bei diesem Kirchenbau neuartig war die Bündelung der Gewölbelast auf wenige Punkte, so dass das einfache Rippengewölbe des Hauptschiffs von lediglich vier schlanken, achteckigen Säulen getragen wird. Dabei wird die für die damalige Zeit enorme Breite von 13 Metern überspannt. Ebenfalls ungewöhnlich für eine Kathedrale dieser Zeit ist der sehr filigrane, elegant wirkende Pfeilerkranz, der die Apsis umgibt.
Aufgrund eines Feuers im Verlauf von gegen die Kirche gerichteten Unruhen im Jahr 1936 sind im Innenraum kaum Kunstwerke vorhanden. Unter den erwähnenswertesten Werken, die durch den Brand zerstört wurden, befand sich der barocke Altaraufsatz von Deodat Casanoves und Salvador Gurri. Von den originalen Fenstern blieben nur die Darstellungen der Himmelfahrt und der Fußwaschung erhalten, sowie einige geometrische Motive in der Apsis.

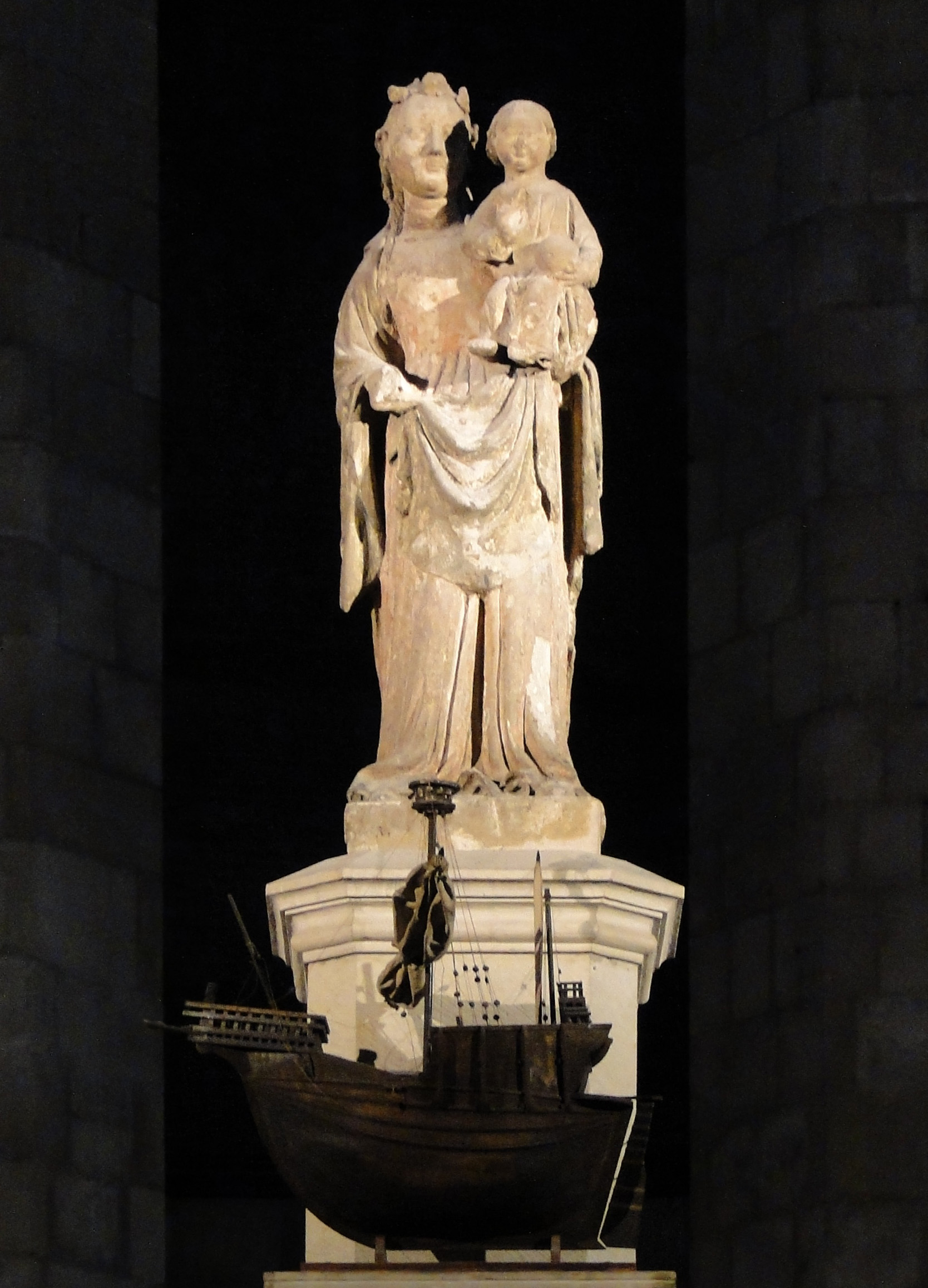
Statue Santa Maria del Mar
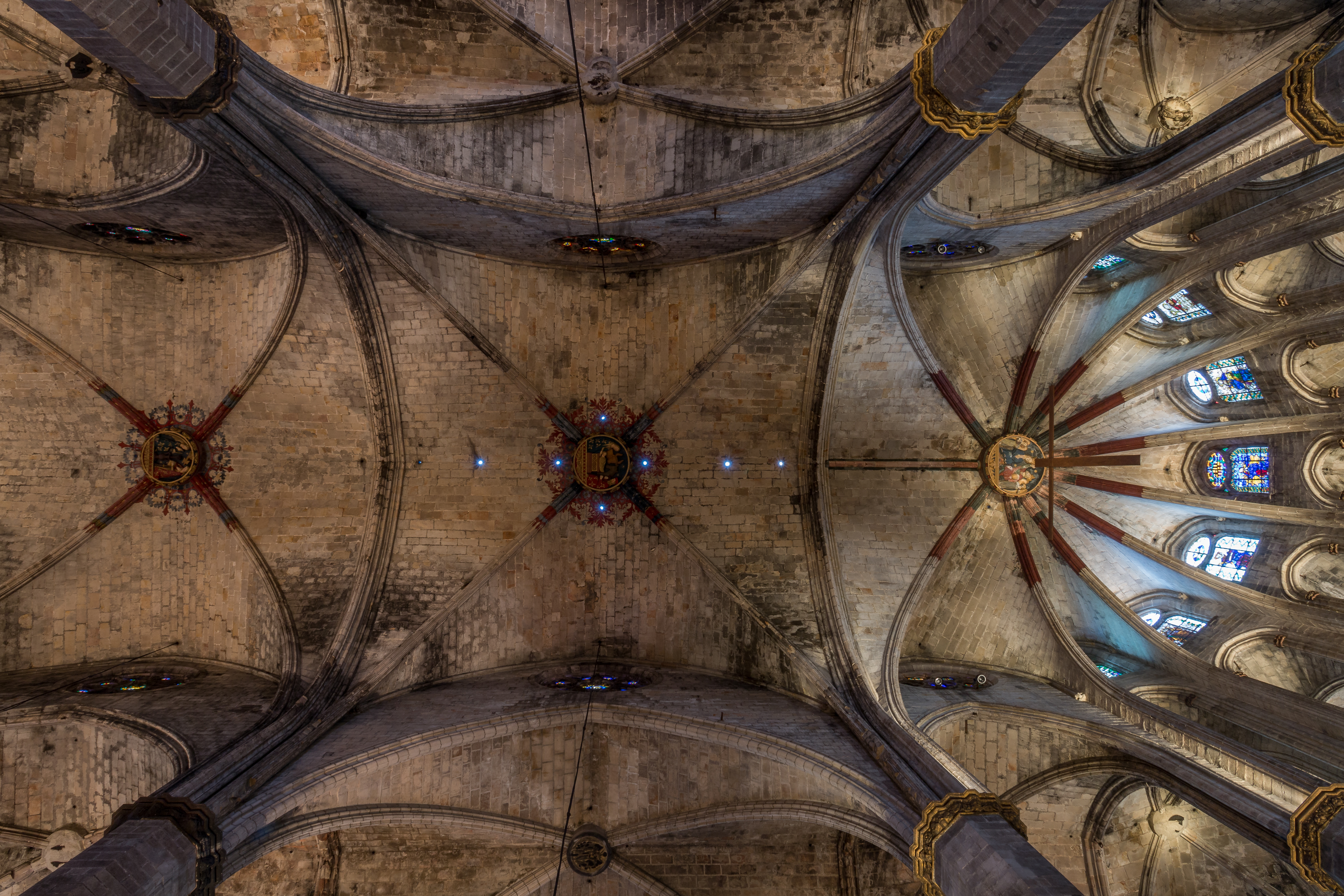
Deckengewölbe
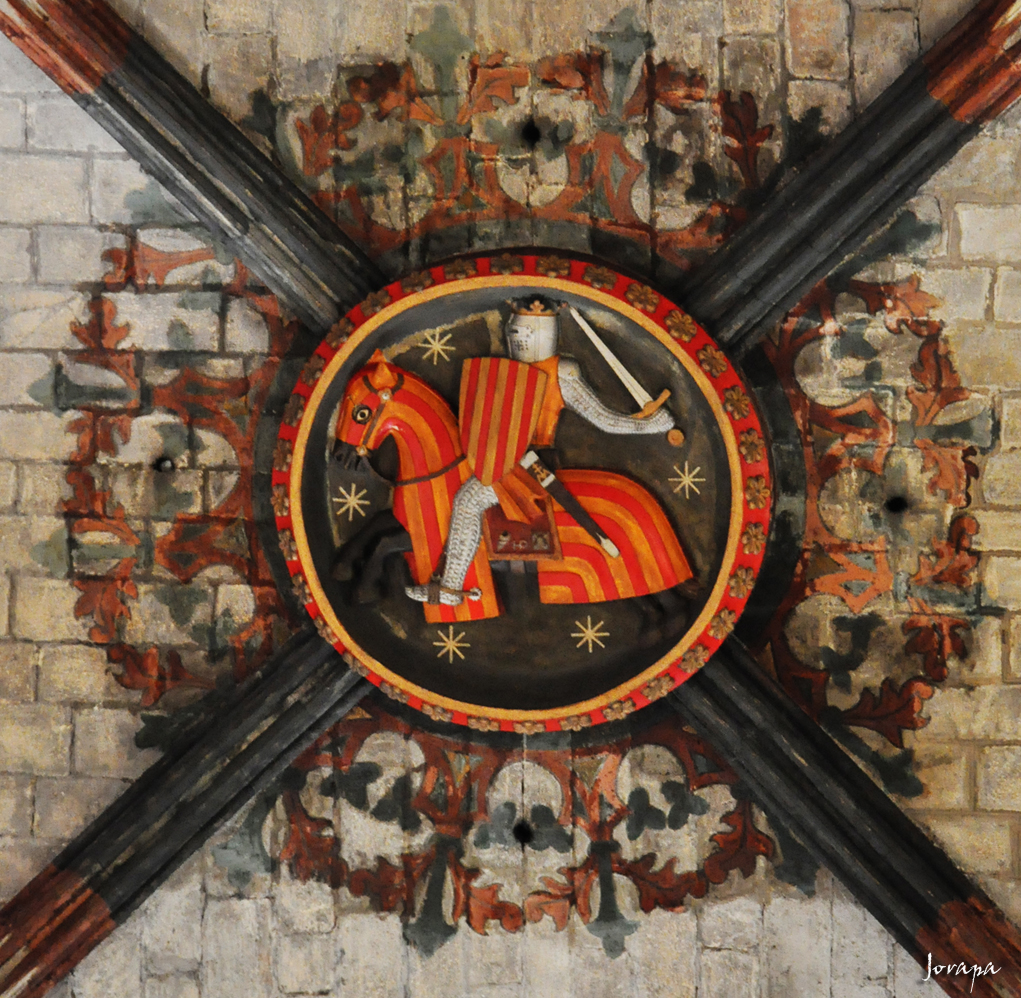
Gewölbeabschluss
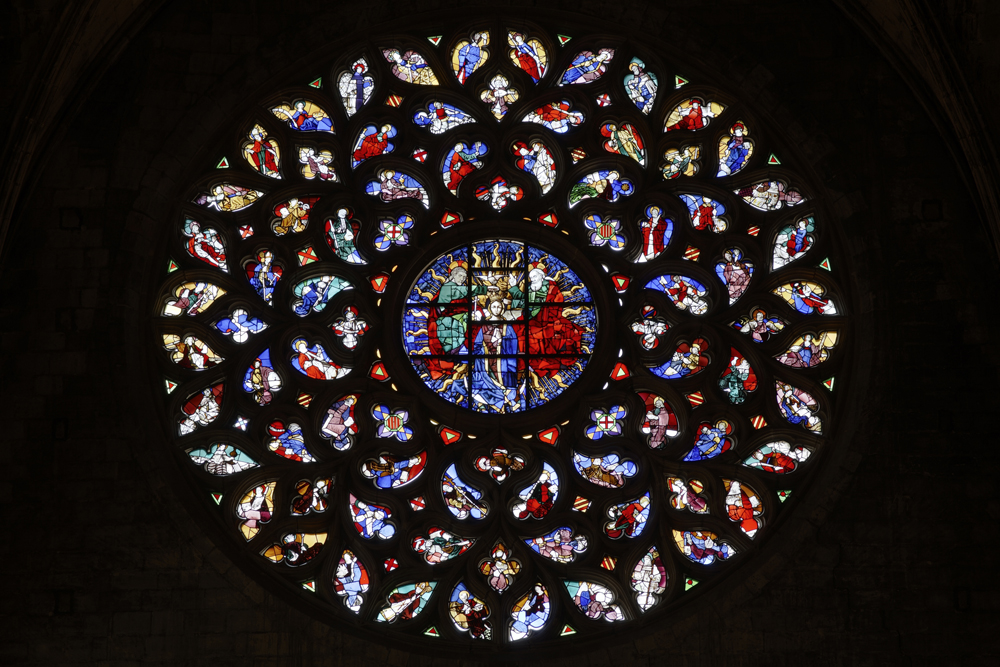
Große Rosette
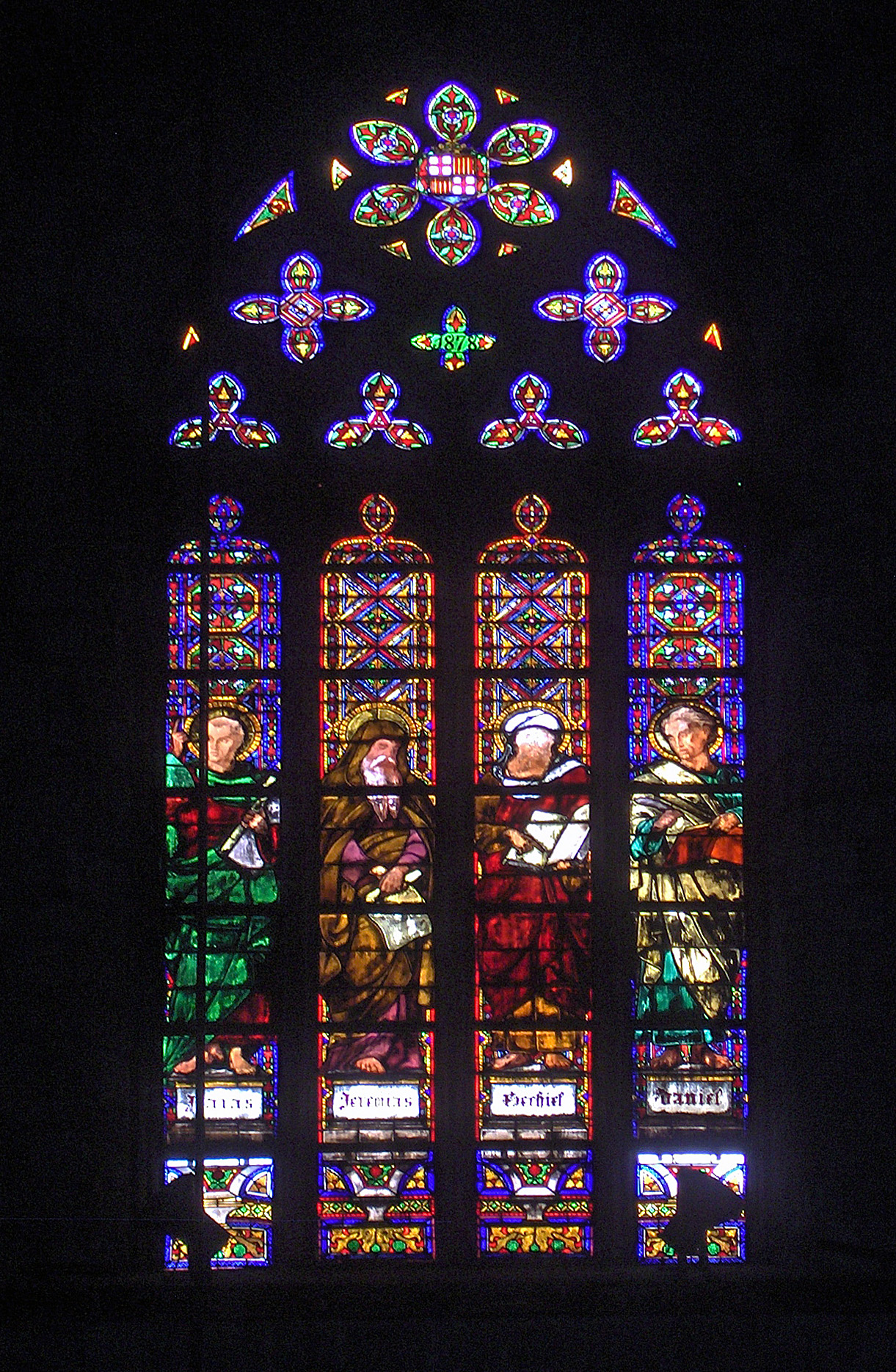
Fenster

## Orgel

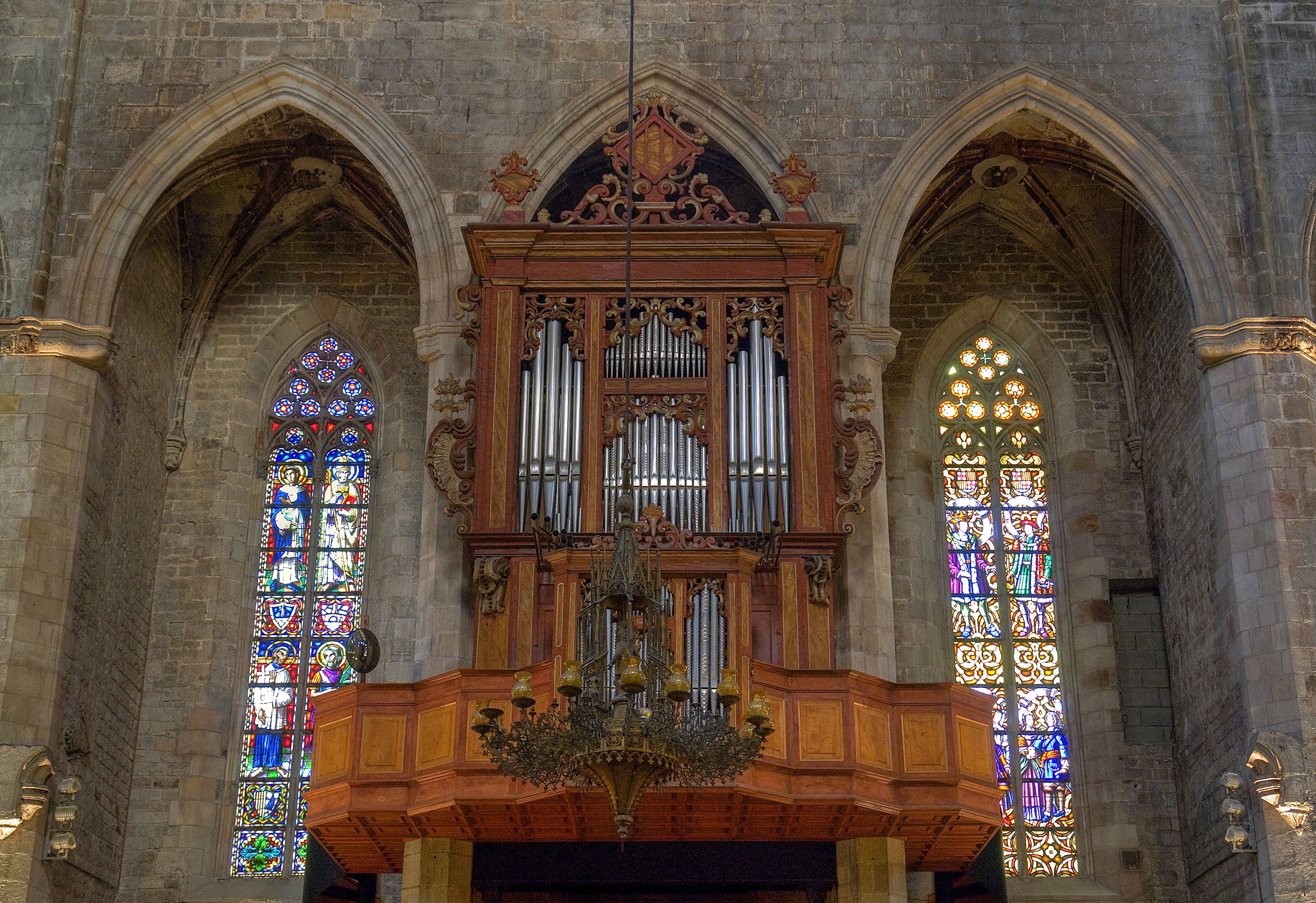
Blick auf die Orgel

Die Orgel ist ein historisches Instrument, das von dem Orgelbauer Grenzing restauriert wurde. Das Instrument hat 21 Register auf zwei Manualen und Pedal.
| I Cadireta CDEFGAH–c3 |                   |       |
| 1.                    | Cara              | 4′    |
| 2.                    | Flauta Xemeneia 0 | 8′    |
| 3.                    | Quinzena          | 2′    |
| 4.                    | Nasard 19a        | 1 ⁄3′ |
| 5.                    | Simbalet III      |       |
| 6.                    | Regalia           | 8′    |
|                       | Trémol            |       |

| II Órgano Mayor CDEFGAH–c3 |                  |        |
| 7.                         | Cara             | 8′     |
| 8.                         | Flautat de Fusta | 8′     |
| 9.                         | Octava           | 4′     |
| 10.                        | Tapadet          | 4′     |
| 11.                        | Nasard 12a (B,D) | 2 ⁄3′  |
| 12.                        | Quinzena         | 2′     |
| 13.                        | Nasard 15a (B,D) | 2′     |
| 14.                        | Nasard 17a (D)   | 1 3⁄5′ |

| (Fortsetzung) |                       |       |
| 15.           | Corona IV (B,D)       |       |
| 16.           | Ple IV                |       |
| 17.           | Simbalet III          |       |
| 18.           | Corneta VII (D)       |       |
| 19.           | Trompeta Real (B,D) 0 | 8′    |
| 20.           | Baixons-Clarins (B,D) | 4′-8′ |

| Pedal C-H |              |    |
| 21.       | Contres II 0 | 8′ |

- Nebenregister: Rossinyol, Tambor, Gaita
- Anmerkungen:

(B) = Bass-Seite
(D) = Diskantseite
Stimmung: Näherungsweise mesotonic -1/5

## Santa Maria del Mar in der Literatur
Der Bau von Santa Maria del Mar bildet den Hintergrund im Roman Die Kathedrale des Meeres von Ildefonso Falcones. Dieses Ende 2006 unter dem Originaltitel La Catedral del Mar erschienene Buch entwickelte sich in Spanien zum Bestseller und erschien im Dezember 2007 auch in deutscher Sprache.
2018 erschien die gleichnamige, achtteilige Serie dazu auf dem Portal Netflix.